# Попик Іван Васильович
Іва́н Васи́льович По́пик (10 серпня 1935, село Тростянчик, тепер Тростянецького району Вінницької області — 28 вересня 2001) — український діяч, голова колгоспу імені Петровського Тростянецького району Вінницької області. Народний депутат України 1-го скликання.

## Біографія
Народився у селянській родині.
У 1951—1954 роках — колгоспник колгоспу імені Петровського села Тростянчик Тростянецького району Вінницької області.
У 1954—1960 роках — служба в Радянській армії.
Член КПРС з 1959 по 1991 рік.
У 1961—1971 роках — ланковий, бригадир рільничої бригади, секретар партійного комітету КПУ, голова колгоспу імені Петровського села Тростянчик Тростянецького району Вінницької області.
Закінчив заочно Кишинівський сільськогосподарський інститут, вчений агроном.
У 1971—1975 роках — начальник Піщанського районного управління сільського господарства Вінницької області.
З 1975 року — голова колгоспу імені Петровського села Тростянчик Тростянецького району Вінницької області.
4.03.1990 року обраний народним депутатом України, 2-й тур 61,23 % голосів, 4 претенденти. Входив до групи «Земля і воля». Член Комісії ВР України з питань агропромислового комплексу.
Потім — на пенсії.

## Нагороди
- орден Леніна
- орден Трудового Червоного Прапора
- орден «Знак Пошани»
- медалі